# Artículo de cocina

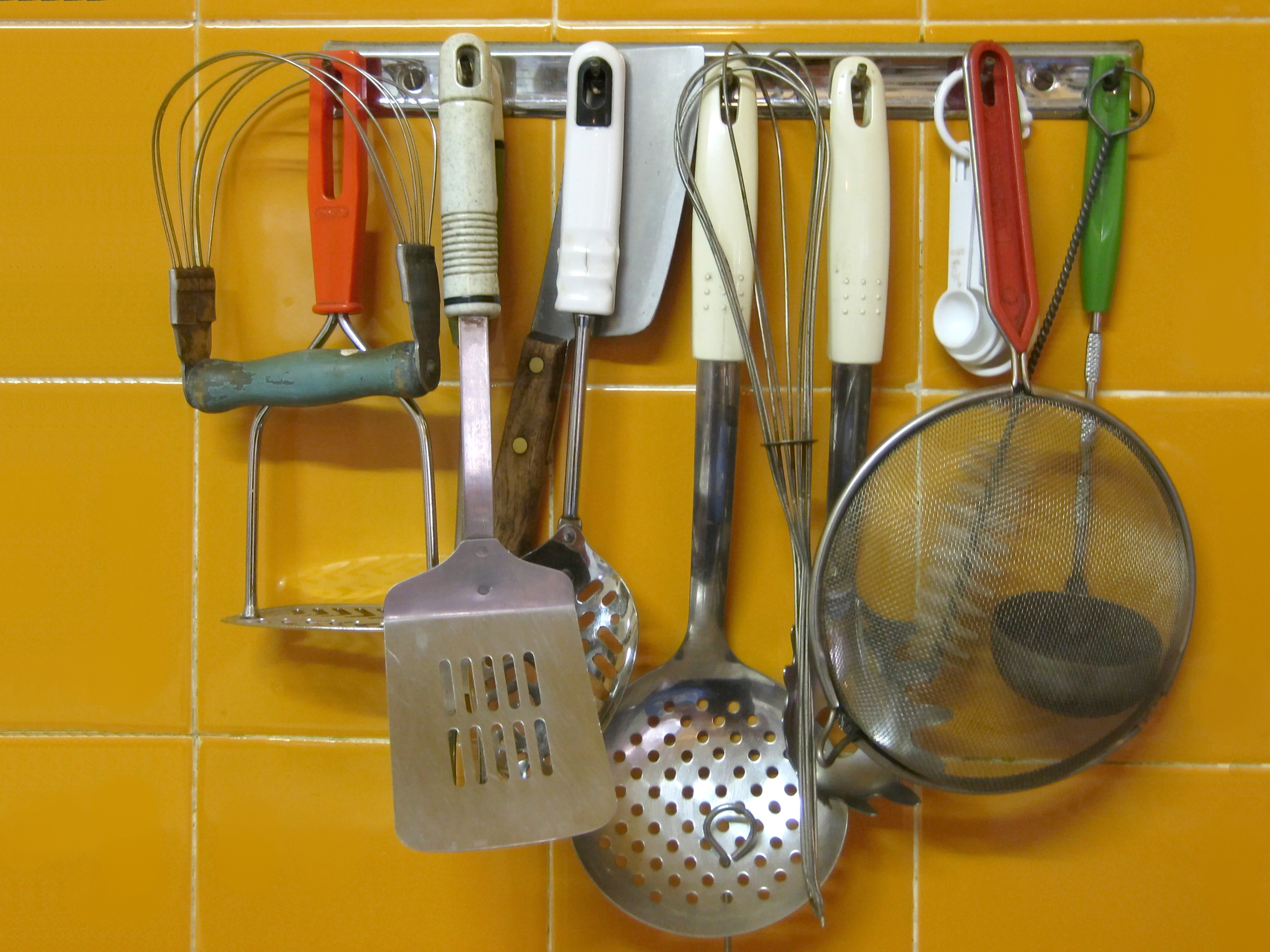
Varios untesilios de cocina sobre un soporte colgante. Desde la izquierda:
– Mezclador de masas y pisapapas
– Espátula y (oculto) trinchete
– Espumadera y Cuchillo de chef
– Batidor y cuchara ranurada
– Cucharón para espagueti
– Colador y conjunto de cucharas medidoras
– Cepillo para botellas y cucharón

Un artículo de cocina es un utensilio, electrodoméstico, batería de cocina, elemento o similar, utilizado en la preparación de alimentos y su disposición para servirlos a la mesa.
Muchos recipîentes también son artículos de cocina  puesto que también pueden ser utilizados para contener o almacenar comida antes o después de su preparación.

## Evolución
Diversas excavaciones arqueológicas permiten confirmar que Homo sapiens lleva unos tres millones de años (comienzos de la Edad de Piedra) utilizando utensilios de cocina. Esencialmente morteros y mazorcas, y elementos de piedra, arcilla, madera y hueso.
Con el inicio de la Edad de Bronce, alrededor del año 3600 a. C., los hogares más ricos de Oriente Medio y las regiones mediterráneas abandonaron los utensilios de piedra y madera en favor de los de bronce y cobre. Los registros arqueológicos indican que durante la Edad de Hierro, se desarrollaron formas más sofisticadas de metalurgia que produjeron herramientas más útiles para la preparación de alimentos.

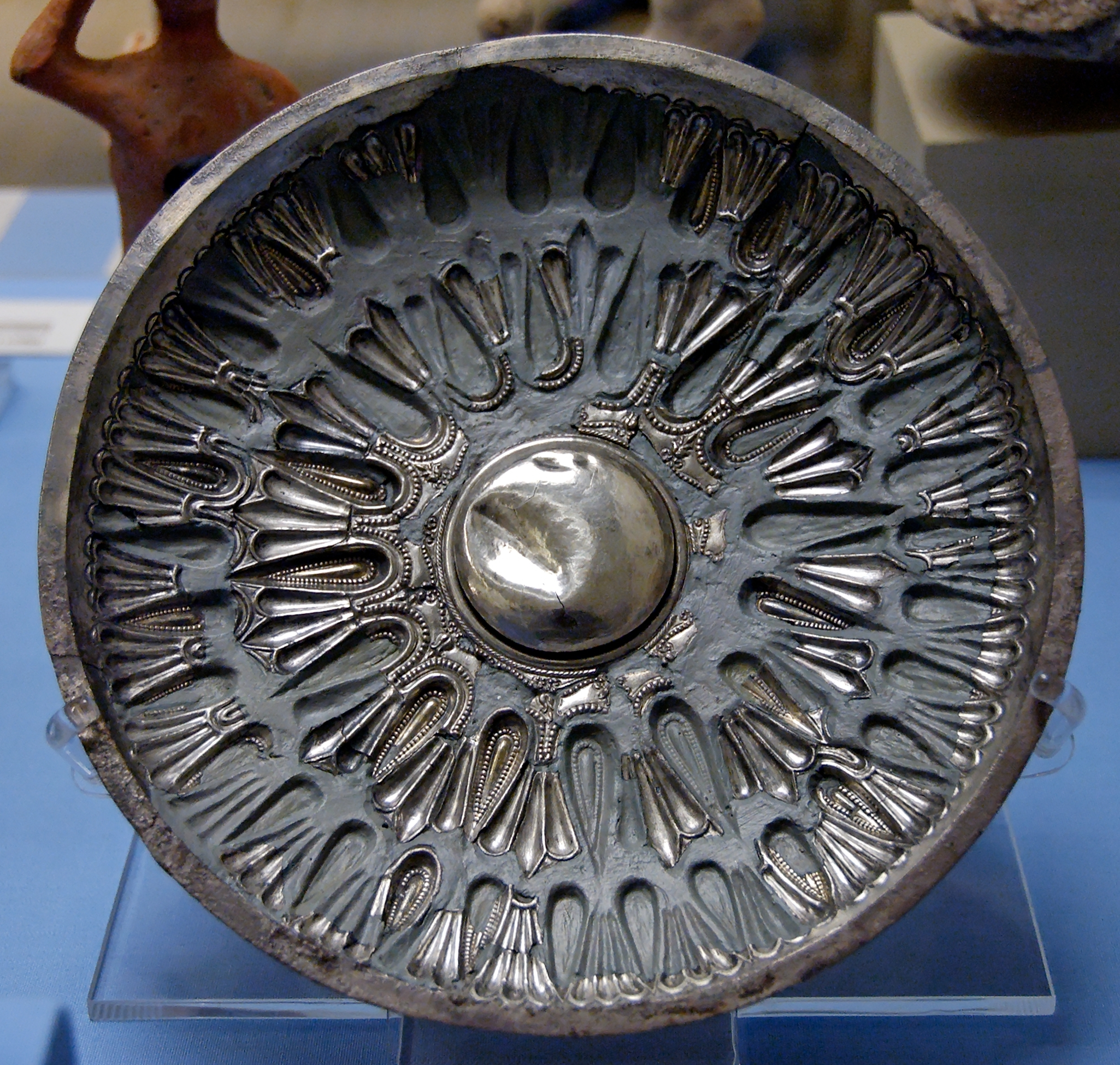
Una fíala de plata, de 400 aEC, encontrada en Itaca, Grecia.

Hacia el siglo VIII a. C., con el inicio del Imperio Romano, los romanos popularizaron una serie de utensilios de cocina, como ganchos para carne, picadoras de carne, espátulas, coladores y cazos, a menudo de hierro, así como ollas y calderas de bronce y terracota.
Durante la Edad Media, se desarrollaron una serie de innovaciones en cuanto a utensilios de cocina. Las cucharas ranuradas se hicieron populares, al igual que las sartenes, los molinillos de pimienta, las pinzas, los mazos y las planchas para hacer gofres. La cocina medieval también contaba con balanzas, tenedores para asar, rodillos e incluso ralladores de queso.
Con el inicio de la Edad Moderna se empieza a ver una especialización aún mayor con herramientas como descorazonadores de manzanas, sacacorchos y, más tarde, con la proliferación de las conservas, abrelatas.
El siglo XIX, sobre todo en Estados Unidos, fue testigo de una espectacular expansión del número de utensilios de cocina disponibles en el mercado, como los ahorradores de trabajo, como los peladores de patatas, los moldes de gelatina y las hiladoras de ensalada. Se empezaron a ver signos de insatisfacción con los utensilios de cobre, que reaccionaban con los alimentos ácidos, y otros metales ganaron popularidad. A principios del siglo XX, los utensilios de cocina se fabricaban habitualmente con hierro y acero (estañado o esmaltado), níquel, plata, estaño y aluminio.

## Antecedentes del cuenco

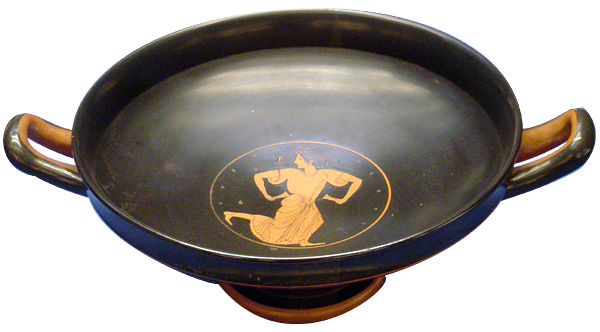
Una fíala con una representación de una mujer bailando con dos crótalos. Fondo de una fíala ática de figuras rojas, 510-500 a. C. Procedente de Capua

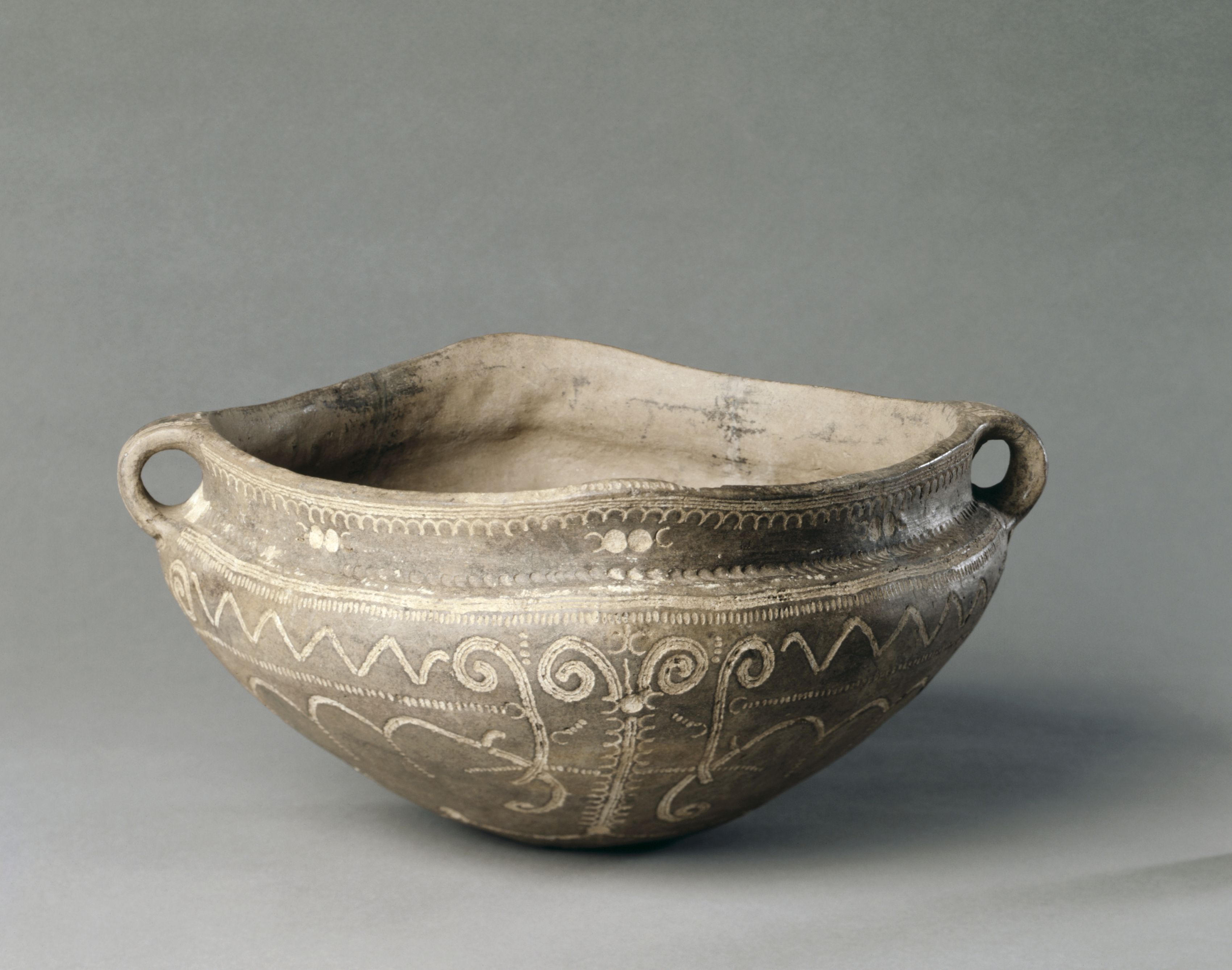
Gran cuenco de la Edad del Bronce Medio; c. 1550 a. C.; encontrado en Rumanía; loza bruñida; total: 15,5 × 31,3 cm; Cleveland Museum of Art. (EE. UU.)

El cuenco es uno de los untesilios más antiguos registrados. Los cuencos modernos pueden ser de cerámica, metal, madera, plástico y otros materiales. Los cuencos se fabrican desde hace miles de años. Se han encontrado cuencos muy antiguos en China, Antigua Grecia, Creta y en ciertas culturas del norte del continente americano.
En la cerámica de la Antigua Grecia, se utilizaban pequeños cuencos, incluyendo fíalas y pateras, y tazas en forma de cuenco llamadas kylices. Las fíalas se utilizaban para libaciones e incluían una pequeña hendidura en el centro para poder sujetar el cuenco con el dedo, aunque una fuente indica que se utilizaban para contener perfume en lugar de vino.[cita requerida] Algunos ejemplos mediterráneos de la Edad del Bronce manifiestan una elaborada decoración y un diseño sofisticado. Por ejemplo, el diseño de la vasija con pico de puente apareció en el yacimiento de la civilización minoica de Festo. En el cuarto milenio a. C., existen pruebas de que la cultura Uruk de la antigua Mesopotamia produjo en masa cuencos de borde biselado de tamaños estandarizados. Además, en la cerámica de China, hay muchos cuencos y otras vasijas elaboradamente pintadas que datan del Neolítico. En el año 2009, el cuenco más antiguo encontrado tiene 18.000 años de antigüedad.
Al examinar cuencos encontrados durante una excavación arqueológica en América del Norte, el antropólogo norteamericano Vincas Steponaitis  define un cuenco por sus dimensiones, escribiendo que el diámetro de un cuenco rara vez es inferior a la mitad de su altura y que los cuencos históricos pueden clasificarse por su borde, o labio, y su forma.

## Aspectos del diseño de artículos de cocina
El diseño de artículos de cocina debe necesariamente equilibrar la funcionalidad, la estética y la experiencia del usuario. Algunas características de diseño cruciales que deben ser consideradas son las siguientes.
- Funcionalidad: el propósito principal de los utensilios de cocina es facilitar la cocción y la preparación de alimentos. Por ello es preciso asegiurar que cada pieza cumpla su propósito de manera efectiva, ya sea para cocinar, hornear o almacenar alimentos.

- Durabilidad: los utensilios de cocina deben estar hechos de materiales de alta calidad que resistan el uso y el desgaste regular. Materiales como el acero inoxidable, el hierro fundido y los plásticos de alta gama son comunes por su durabilidad.

- Ergonomía: los mangos, asas, agarres y controles deben ser cómodos y fáciles de usar. Considera la forma y el tamaño para asegurar que se ajusten bien a la mano del usuario y reduzcan la tensión durante el uso.

- Resistencia al calor: para los artículos que entran en contacto con el calor, como ollas y sartenes, la resistencia al calor es esencial. Los materiales deben soportar altas temperaturas sin deformarse ni degradarse.

- Superficies antiadherentes: los recubrimientos o superficies antiadherentes pueden facilitar la cocción y la limpieza, reduciendo la necesidad de aceites excesivos y haciendo que la limpieza sea menos laboriosa.

- Facilidad de limpieza: los utensilios de cocina deben ser fáciles de limpiar, idealmente aptos para lavavajillas, o con superficies que resistan y eviten manchas y olores. Esta característica es crucial para mantener tanto la higiene como la comodidad.

- Características de seguridad: el diseño debe priorizar la seguridad, como mangos resistentes al calor, bases antideslizantes y tapas seguras. Evita bordes afilados y asegura estabilidad para prevenir accidentes.

- Consideraciones de almacenamiento: se debe considera cómo se almacenarán los artículos. Los diseños apilables, que se anidan o son compactos ayudan a maximizar el espacio de almacenamiento y mantener la cocina organizada.

- Atractivo estético: aunque la funcionalidad es clave, el diseño visual también importa. El estilo, color y acabado deben complementar la decoración de la cocina y el gusto personal.

- Versatilidad: los artículos multifuncionales que se pueden usar para varios propósitos pueden ahorrar espacio y reducir la necesidad de múltiples herramientas. Por ejemplo, una sartén que funcione tanto en la estufa como en el horno añade versatilidad.

- Sostenibilidad: se debe considera usar materiales y diseños ecológicos que minimicen los residuos. Los artículos reutilizables y aquellos hechos de materiales reciclados pueden contribuir a una cocina más sostenible.

- Tamaño y capacidad: se debe asegurar que el tamaño y la capacidad de los utensilios de cocina coincidan con su uso previsto. Por ejemplo, una olla debe ser de un tamaño adecuado para las cantidades que sueles cocinar.

## Tipos

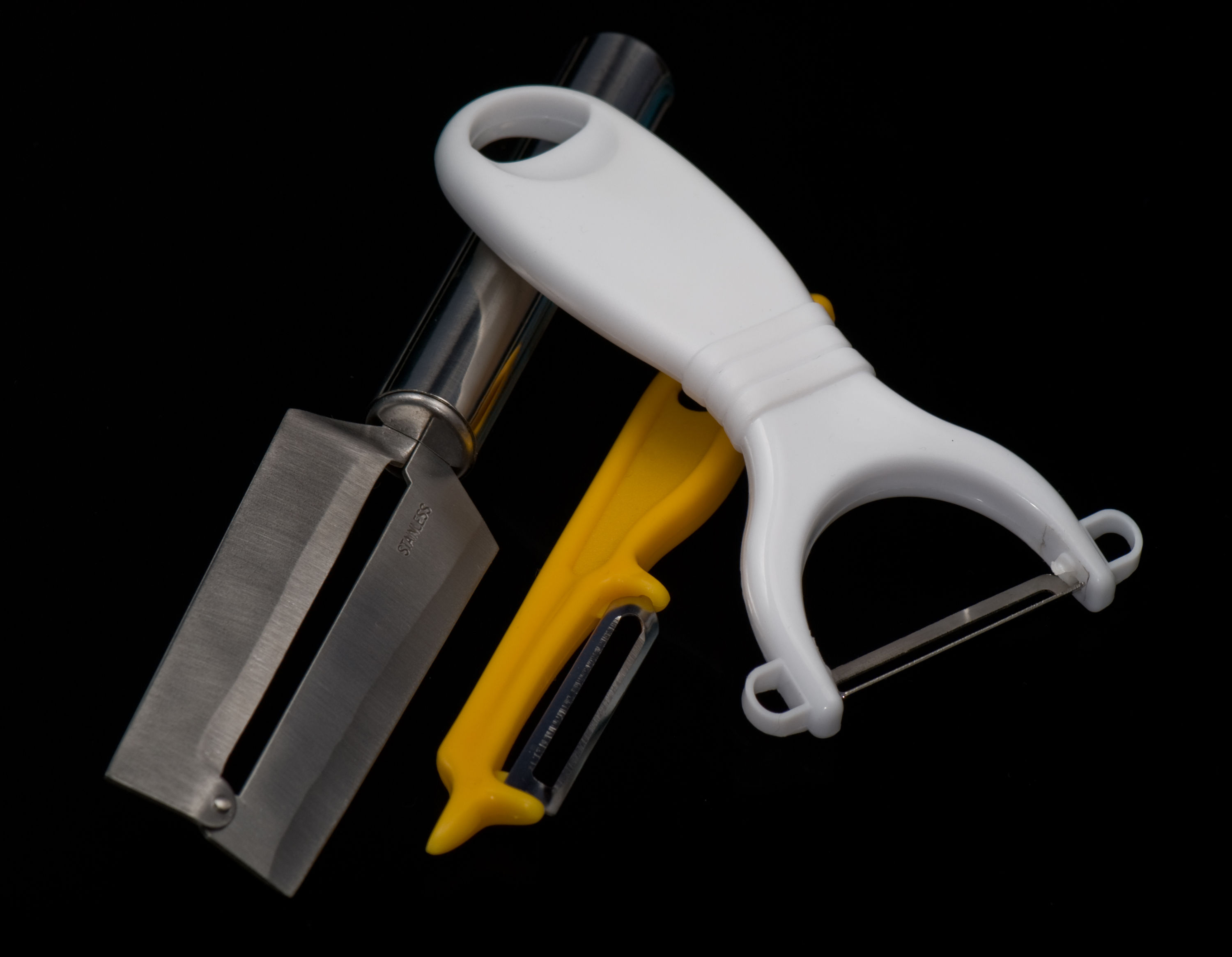
Diversos modelos de peladoras-

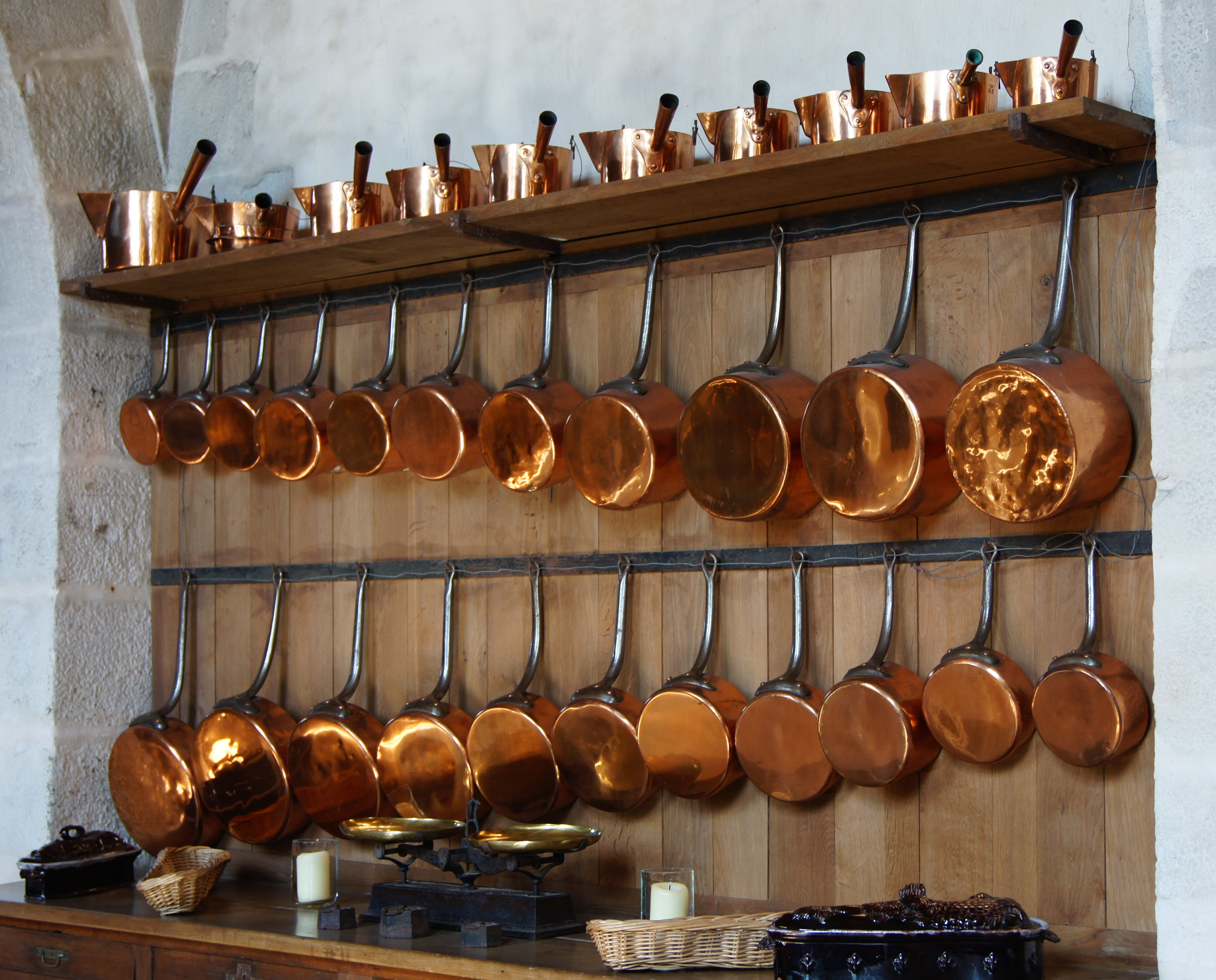
Sartenes de cobre, Palacio de Vaux-le-Vicomte, Francia.

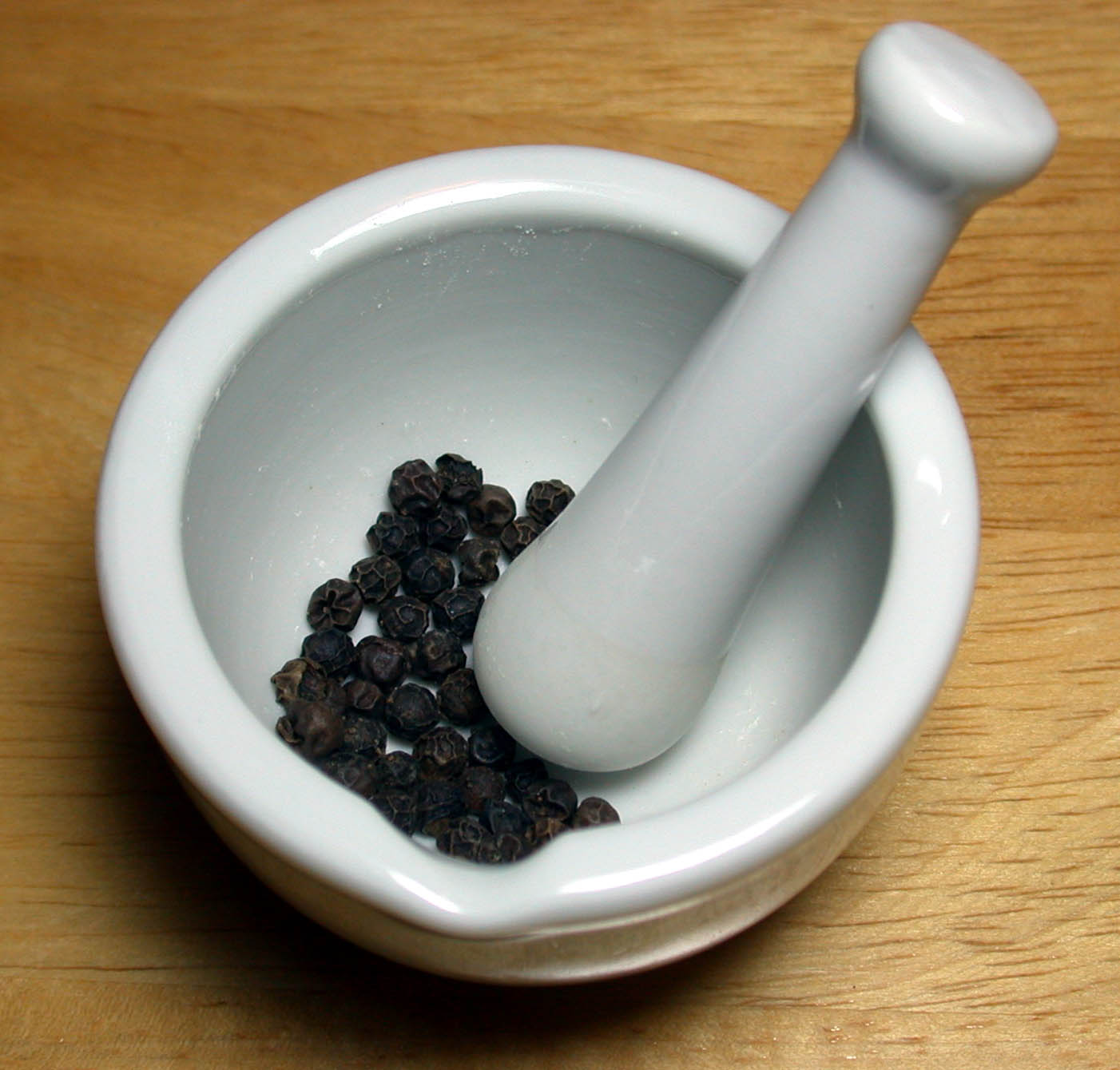
mortero de porcelana.

Los utensilios de cocina abarcan una amplia gama de herramientas. Algunos de los utensilios de cocina más habituales son:
- Fuente Pyrex para hornear
- Asadera
- Molde para pasteles
- Abrelatas
- Pelapapas
- Tabla de cortar
- Cafetera de émbolo
- Colador
- Rejilla de refrigeración
- Manga pastelera
- Sacacorchos
- Cuchillería
- Vajilla
- Batidora
- Licuadora
- Mortero
- Rebanador de huevo
- Multiprocesadora
- Tenedor
- Sartén
- Prensa de ajo
- Rallador
- Cristalería
- Tijeras de cocina
- Cuchillos
- Mandolina
- Jarras y tazas medidoras
- Cuchara medidora
- Cuenco
- Olla a presión
- Molinillo de especias
- Piedra para hornear
- Platos
- Pisapapas
- Mazo de cocina
- Cacerola
- Tenedor de servir
- Cuchara para servir
- Bandeja de horno
- Cuchara ranurada
- Cuchara sopera
- Espátula
- Cuchara
- Jarra
- Cacerola
- Olla vaporera
- Colador
- Embudo
- Temporizador
- Cuchillo aserrado
- Pinzas
- Palo de amasar
- Bandeja
- Wok
- Cuchara de madera

## Utensilios
| NOMBRE                    | Nombre en inglés | Uso | Descripción | Imagen |
| ------------------------- | ---------------- | --- | --- | ------ |
| Tirabuzón para manzanas   |                  | Quitar el corazón y pepitas de las manzanas y otras frutas similares                                     | |        |
| Cortador de manzanas      |                  | Para cortar manzanas y otras frutas similares fácilmente a la vez que se quita el corazón y las pepitas. | Cf. pelador |        |
| Perilla                   |                  | Utilizado durante cocción para cubrir la carne con sus jugos o con una salsa.                            | Un implemento que se asemeja a una pipeta simple, consiste en un tubo para contener el líquido y una tapa de goma que hace uso de un vacío parcial para controlar la entrada y salida del líquido. El proceso de rociar el líquido sobre la carne se denomina hilvanar – cuando se utiliza una brocha de pastelería en lugar de un hilvanador, se denomina brocha de hilvanar.                                   |        |
| Olla de frijoles          |                  | Recipiente hondo, de vientre ancho y cuello corto utilizado para cocinar platos a base de judías.        | Las ollas suelen ser de cerámica, aunque también las hay de otros materiales, como el hierro fundido. La boca relativamente estrecha de la olla minimiza la evaporación y la pérdida de calor, mientras que el cuerpo profundo, ancho y de paredes gruesas facilita una cocción larga y lenta. Suelen estar vidriadas por dentro y por fuera, por lo que no pueden utilizarse para cocinar en cazuelas de barro. |        |
| Prensa para galletas      | Cookie press     | Dispositivo para producir galletas prensadas como por ejemplocookies o spritzgebäck.                     | Consiste en un cilindro con un émbolo en un extremo que se utiliza para extrudar masa para galletas a través de un pequeño orificio en el otro extremo. Normalmente, la prensa para galletas tiene placas perforadas intercambiables con orificios de diferentes formas, como una estrella o una hendidura estrecha para extruir la masa en cintas.                                                              |        |
| Antorcha o soplete        |                  | Comúnmente utilizado para crear una capa dura de azúcar caramelizado en una crème brûlée.                | |        |
| Guarda leche              |                  | Evitar que los líquidos al hervir se derramen fuera de la olla                                           | Un disco con un borde elevado, diseñado para garantizar una distribución uniforme de la temperatura en toda la olla. Así se evita la formación de burbujas en líquidos como la leche o el agua con almidón (por ejemplo, si se utiliza para cocer pasta). Puede ser de metal, vidrio o cerámica. |        |
| Destapador o abrebotellas |                  | Quita la tapa de metal de una botella                                                                    | |        |